# Sycorax chilensis
Sycorax chilensis är en tvåvingeart som beskrevs av Tonnoir 1929. Sycorax chilensis ingår i släktet Sycorax och familjen fjärilsmyggor. Inga underarter finns listade i Catalogue of Life.